# Joseph Leser
Pour les articles homonymes, voir Leser.
Joseph Leser (né le 4 février 1846 à Neubaumgarten et mort le 10 juin 1914 à Neuhausen) est un religieux catholique et député du Reichstag.

## Biographie
Leser étudie au lycée de Ravensbourg de 1859 à 1865, à l'université de Tübingen de 1865 à 1869 et au séminaire de Rottenburg de 1869 à 1870. Il est vicaire à Eisenharz, Wilflingen, Reichenbach (Grand-bailliage de Saulgau (de)) et administrateur de la paroisse. En tant que tel, il est également à Bolstern et à Gunningen . En 1876, il devient prêtre à Grünmettstetten et en 1898 à Neuhausen auf den Fildern. À partir de 1903, il est chanoine du chapitre de Stuttgart et à partir de 1910 doyen du chapitre de Neuhausen. Il est également cofondateur du Zentrum de Wurtemberg.
À partir de 1903, il est député du Reichstag pour la 17e circonscription de Wurtemberg (Ravensbourg (de), Tettnang (de), Saulgau (de), Riedlingen (de)) pour le Zentrum. Le mandat prend fin avec sa mort.